# Skärstad-Ölmstads församling
Skärstad-Ölmstads församling är en församling inom Södra Vätterbygdens kontrakt i Växjö stift inom Svenska kyrkan och ligger i Jönköpings kommun. Församlingen utgör ett eget pastorat.
Församlingskyrkor är Skärstads kyrka och Ölmstads kyrka.

## Administrativ historik
Församlingen bildades 2010 av Skärstads och Ölmstads församlingar och utgör sedan dess ett eget pastorat.